# Alexander Kasprik
Alexander Kasprik (* 7. September 1985 in Potsdam) ist ein deutscher Schauspieler.

## Leben
Alexander Kasprik wurde im Potsdamer Stadtteil Babelsberg geboren. Er ist der Sohn der Schauspielerin Anne Kasprik. Sein Vater ist Theaterdramaturg. Sein Großvater war Hans-Joachim Kasprzik, Regisseur und Drehbuchautor unter anderem bei der DEFA. Bereits im Alter von zweieinhalb Jahren filmte er erstmals. Von 1992 bis 1998 wuchs Kasprik in Köln auf, wo er in der Theater-AG seiner Schule auftrat. 1999 zog er mit der Familie nach Berlin. Er absolvierte ein Praktikum bei der Grundy UFA TV Produktions GmbH. Er nahm dort an einem Casting teil und wurde Oktober 2000 für eine durchgehende Rolle in der Serie Hinter Gittern – Der Frauenknast besetzt. Er spielte von 2001 bis 2004 die Rolle von Alexander „Alex“ Bach. Er war der Sohn der Gefängnis-Insassin und ehemaligen Prostituierten Simone Bach (Susanne Schlenzig). 2006 hatte er eine Episodenrolle in der ZDF-Krimiserie SOKO Leipzig; er verkörperte den verschwundenen Ehemann Stefan Biermann.
Von 2007 bis 2010 absolvierte Kasprik ein Studium an der Hochschule für Film und Fernsehen „Konrad Wolf“, Abteilung Schauspiel, in Potsdam-Babelsberg. Während seines Studiums trat er am Hans Otto Theater in Potsdam auf. Im dortigen Hölderlin-Projekt Hyperion Oder Der Eremit in Griechenland (Uraufführung: Juni 2007) übernahm er die Rolle des Chorführers. Am Hans-Otto-Theater trat er in vier weiteren Inszenierungen auf: als Aeneas/Anchises in Aeneis von Olivier Kemeid (2009; Regie: Sascha Hawemann), 2010 in Die Geschichte vom Baum von Ingegerd Monthan (* 1943 in Stockholm), 2010/11 als Theistiner in Die Familie Schroffenstein und ebenfalls 2010/11 in Trilogie der Sommerfrische von Carlo Goldoni im Schlosstheater Sanssouci.
2011 hatte er einen Gastvertrag am Grenzlandtheater Aachen; er spielte den Sohn und Juristen Bernhard in Arthur Millers Schauspiel Tod eines Handlungsreisenden. Von 2012 bis 2014 spielte er am Hans-Otto-Theater die Rolle des Raben Jakob Krakel in dem Kindertheaterstück Der satanarchäolügenialkohöllische Wunschpunsch.
Parallel zu seiner Ausbildung und Theaterarbeit drehte Kasprik regelmäßig für Film und Fernsehen. In dem Kinofilm Der Vorleser (2008) hatte er eine Nebenrolle als Seminarist. Von 2009 bis 2012 war er in einer wiederkehrenden Seriennebenrolle in der ZDF-Vorabendserie Unser Charly zu sehen. Er spielte Felix Richter, den späteren Freund der Serienfigur Lily Hauser.
Mehrfach war Kasprik seit 2008 in den ZDF-Serien SOKO Wismar (u. a. 2011 als Umweltaktivist Hanno Fries und 2013 als Drogen konsumierender Schornsteinfegergeselle Fabian Kaiser) und Notruf Hafenkante (u. a. 2009 als tatverdächtiger Sohn eines Parkhauswärters, 2013 als „Party-Crasher“ Fred Schirmer und 2017 als Umweltschützer Leon) zu sehen. In der Auftaktfolge der 16. Staffel der ZDF-Serie SOKO Wismar (2019) übernahm Kasprik erneut eine Episodenrolle als tatverdächtiger Segelmacher Peer Seiler.
Kasprik lebt in Berlin. Zu seinen Hobbys gehören Computerspiele auf Spielkonsolen.

## Filmografie (Auswahl)
- 1988: Die Geschichte von der Gänseprinzessin und ihrem treuen Pferd Falada (Kinofilm; Statist/Komparse)
- 2001–2004: Hinter Gittern – Der Frauenknast (Fernsehserie; Seriennebenrolle)
- 2006: SOKO Leipzig (Fernsehserie; Folge: Die verschwundene Leiche)
- 2008: Der Vorleser (Kinofilm)
- 2008: SOKO Wismar (Fernsehserie; Folge: Bibelstunde)
- 2009: Notruf Hafenkante (Fernsehserie; Folge: Wo ist Mama?)
- 2010–2012: Unser Charly (Fernsehserie; Seriennebenrolle)
- 2011: SOKO Wismar (Fernsehserie; Folge: Die Abrechnung)
- 2013: Danni Lowinski (Fernsehserie; Folge: Opfer und Täter)
- 2013: Notruf Hafenkante (Fernsehserie; Folge: Party-Crasher)
- 2013: SOKO Wismar (Fernsehserie; Folge: Über den Dächern von Wismar)
- 2014: Heiter bis tödlich: Hauptstadtrevier (Fernsehserie; Folge: Jagdrevier)
- 2017: Notruf Hafenkante (Fernsehserie; Folge: The bigger picture)
- 2019: SOKO Wismar (Fernsehserie; Folge: Girls' Night)
- 2021: Notruf Hafenkante (Fernsehserie; Folge: Rechtsabbieger)
- 2022: WaPo Berlin (Fernsehserie; Folge: Keine gute Tat)